# ألكساندر بابتيستا
ألكساندر بابتيستا (بالبرتغالية: Alexandre Baptista‏) (17 فبراير 1941 في البرتغال - 3 مارس 2024) هو لاعب كرة قدم برتغالي في مركز الدفاع، شارك في كأس العالم 1966. وشارك مع منتخب البرتغال لكرة القدم. أما مع النوادي، فقد لعب مع سبورتينغ لشبونة.

## مسيرته الكروية
لعب ألكساندر بابتيستا خلال مسيرته الاحترافية مع نادِ واحدٍ في أحد عشر موسمًا وسجل خلالها هدفين أثنين ضمن 93 مباراة. حيث فاز في موسمين بالكأس وفي ثلاثة مواسم بالدوري.
خاض ألكساندر بابتيستا مسيرته مع نادي سبورتينغ لشبونة في موسم 1960–61 ليلعب معه أحد عشر موسمًا، مشاركًا في 93 مباراة سجل خلالها هدفين.

## وصلات خارجية
- ألكساندر بابتيستا على موقع الاتحاد الدولي (مؤرشف)  (الإنجليزية)
- ألكساندر بابتيستا على موقع قاعدة بيانات كرة القدم.إي يو (الإنجليزية)
- ألكساندر بابتيستا على موقع ناشيونال فوتبول تيمز (الإنجليزية)
- ألكساندر بابتيستا على موقع عالم كرة القدم.نت (الإنجليزية)